# Saddlebackita
La saddlebackita és un mineral de la classe dels sulfurs, que pertany al grup de l'aleksita. Rep el nom del cinturó de roques verdes de Saddleback, dins del qual es troba la localitat tipus, el jaciment d'or de Boddington.

## Característiques
La saddlebackita és una sulfosal de fórmula química Pb₂Bi₂Te₂S₃. Es tracta d'una espècie aprovada per l'Associació Mineralògica Internacional, i publicada per primera vegada el 1997. Cristal·litza en el sistema hexagonal. La seva duresa a l'escala de Mohs es troba entre 2 i 2,5.
Segons la classificació de Nickel-Strunz, la saddlebackita pertany a «02.GC - Poli-sulfarsenits» juntament amb els següents minerals: hatchita, wal·lisita, sinnerita, watanabeïta, simonita, quadratita, manganoquadratita, smithita, trechmannita, aleksita, kochkarita, poubaïta, rucklidgeïta, babkinita, tvalchrelidzeïta i mutnovskita.

## Formació i jaciments
Va ser descoberta a la mina d'or de Boddington, dins el comtat que duu el mateix nom (Austràlia Occidental, Austràlia). També ha estat descrita a Romania, el Kazakhstan i la República Popular de la Xina, sent aquests quatre indrets els únics a tot el planeta on ha estat descrita aquesta espècie mineral.